# Душеіна Марія Геннадіївна
Марія Геннадіївна Душеіна (нар. 18 грудня 1990) — українська футболістка, по завершенні кар'єри — футбольна арбітриня.

## Життєпис
Футбольну кар'єру розпочала 2005 року в херсонській «Южанці», кольори якої захищала до осені 2008 року. Після цього зіграла 1 матч у футболці «Донеччанки». Влітку 2009 року перейшла в «Іллічівку». З кінця квітня по середину червня 2010 року знову грала за херсонську «Южанку». З 2010 по 2011 рік виступала за одеські клуби «Чорноморочка-ДЮСШ № 9» та «Чорноморочка». З травня 2011 по березень 2012 року перебувала на контракті в маріупольській «Іллічівці».
Навесні 2012 року приєдналася до «Житлобуду-1». У складі харківського клубу двічі стала чемпіонкою України (2012, 2013) та володаркою кубок України (2013). Також провела 1 поєдинок у жіночій лізі чемпіонів, вийшла на поле на 78-й хвилині переможного (14:1) поєдинку проти албанської «Ади». У січні 2014 року повернулася до «Іллічівки», в якій виступала до червня 2014 року. З червня 2014 року почала працювати в юридичній компанії «Ліга Фінанс». З 2015 по 2016 рік виступала на аматорському рівні за «Торпедочку-Автомобіліст» (Миколаїв). Після цього завершила кар'єру гравчині.
По завершенні кар'єри футболістки залишилася в футболі. З 2015 по 2019 рік обслуговувала чоловічі футбольні змагання в Херсонській області, як боковий арбітр. Потім працювала головним арбітром у жіночих футбольних змаганнях.
З вересня 2008 року по липень 2013 року навчалася в Одеській юридичній академії за спеціальністю «Прокуратура та слідство».

## Досягнення
«Житлобуд-1» (Харків)
- Вища ліга України
  -  Чемпіон (2): 2012, 2013

- Кубок України
  -  Володар (1): 2013